# Lijst van wereldkampioenen teamsprint
De teamsprint is een van de onderdelen die op het programma staan van de wereldkampioenschappen baanwielrennen, het stond voor het eerst op het programma voor mannen in 1995 en voor vrouwen voor het eerst in 2007. De mannen rijden 3 ronden. De vrouwen reden tot en met 2020 2 ronden en vanaf 2021 ook 3 ronden.

## Medaillewinnaars

### Mannen
| Jaar | Plaats      | Goud                                                                                | Zilver                                                                             | Brons                                                                         |
| 2024 | Ballerup    | Nederland Jeffrey Hoogland Harrie Lavreysen Roy van den Berg                        | Australië Thomas Cornish Ryan Elliott Leigh Hoffman                                | Japan Yoshitaku Nagasako Yuta Obara Kaiya Ota                                 |
| 2023 | Glasgow     | Nederland Roy van den Berg Harrie Lavreysen Jeffrey Hoogland                        | Australië Leigh Hoffman Matthew Richardson Matthew Glaetzer Thomas Cornish         | Frankrijk Florian Grengbo Sébastien Vigier Rayan Helal                        |
| 2022 | Parijs      | Australië Leigh Hoffman Matthew Richardson Matthew Glaetzer Thomas Cornish          | Nederland Roy van den Berg Harrie Lavreysen Jeffrey Hoogland                       | Verenigd Koninkrijk Jack Carlin Alistair Fielding Hamish Turnbull             |
| 2021 | Roubaix     | Nederland Roy van den Berg Jeffrey Hoogland Harrie Lavreysen                        | Frankrijk Florian Grengbo Sébastien Vigier Rayan Helal                             | Duitsland Nik Schröter Stefan Bötticher Joachim Eilers Marc Jurczyk           |
| 2020 | Berlijn     | Nederland Roy van den Berg Harrie Lavreysen Jeffrey Hoogland Matthijs Büchli        | Verenigd Koninkrijk Jack Carlin Jason Kenny Ryan Owens                             | Australië Thomas Cornish Nathan Hart Matthew Richardson                       |
| 2019 | Pruszków    | Nederland Roy van den Berg Harrie Lavreysen Jeffrey Hoogland Matthijs Büchli        | Frankrijk Grégory Baugé Quentin Lafargue Sébastien Vigier Michaël D'Almeida        | Rusland Denis Dmitrjev Alexander Sharapov Pavel Jakoesjevski                  |
| 2018 | Apeldoorn   | Nederland Nils van ’t Hoenderdaal Harrie Lavreysen Jeffrey Hoogland Matthijs Büchli | Verenigd Koninkrijk Jack Carlin Ryan Owens Jason Kenny Philip Hindes Joseph Truman | Frankrijk François Pervis Sébastien Vigier Quentin Lafargue Michael D'Almeida |
| 2017 | Hongkong    | Nieuw-Zeeland Ethan Mitchell Sam Webster Edward Dawkins                             | Nederland Jeffrey Hoogland Harrie Lavreysen Matthijs Büchli                        | Italië Simone Consonni Liam Bertazzo Filippo Ganna Francesco Lamon            |
| 2016 | Londen      | Nieuw-Zeeland Ethan Mitchell Sam Webster Edward Dawkins                             | Nederland Nils van 't Hoenderdaal Jeffrey Hoogland Matthijs Büchli Hugo Haak       | Frankrijk Grégory Baugé Kévin Sireau Michaël D'Almeida                        |
| 2015 | Parijs      | Frankrijk Grégory Baugé Michaël D'Almeida Kévin Sireau                              | Nieuw-Zeeland Edward Dawkins Ethan Mitchell Sam Webster                            | Duitsland Joachim Eilers René Enders Robert Förstemann                        |
| 2014 | Cali        | Nieuw-Zeeland Ethan Mitchell Sam Webster Edward Dawkins                             | Duitsland René Enders Robert Förstemann Maximilian Levy                            | Frankrijk Grégory Baugé Kévin Sireau Michaël D'Almeida                        |
| 2013 | Minsk       | Duitsland René Enders Stefan Bötticher Maximilian Levy                              | Nieuw-Zeeland Ethan Mitchell Sam Webster Edward Dawkins                            | Frankrijk Julien Palma François Pervis Michaël D'Almeida                      |
| 2012 | Melbourne   | Australië Shane Perkins Matthew Glaetzer Scott Sunderland                           | Frankrijk Grégory Baugé Kévin Sireau Michaël d'Almeida                             | Nieuw-Zeeland Edward Dawkins Ethan Mitchell Sam Webster                       |
| 2011 | Apeldoorn   | Duitsland René Enders Maximilian Levy Stefan Nimke                                  | Verenigd Koninkrijk Matthew Crampton Chris Hoy Jason Kenny                         | Australië Daniel Ellis Matthew Glaetzer Jason Niblett                         |
| 2010 | Kopenhagen  | Duitsland Robert Forstemann Maximilian Levy Stefan Nimke                            | Frankrijk Grégory Baugé Kévin Sireau Michaël d'Almeida                             | Verenigd Koninkrijk Ross Edgar Chris Hoy Jason Kenny                          |
| 2009 | Pruszków    | Frankrijk Grégory Baugé Kévin Sireau Mickaël Bourgain                               | Verenigd Koninkrijk Matthew Crampton Jason Kenny Jamie Staff                       | Duitsland René Enders Robert Forstemann Stefan Nimke                          |
| 2008 | Manchester  | Frankrijk Grégory Baugé Kévin Sireau Arnaud Tournant                                | Verenigd Koninkrijk Ross Edgar Chris Hoy Jamie Staff                               | Nederland Teun Mulder Theo Bos Tim Veldt                                      |
| 2007 | Palma       | Frankrijk Grégory Baugé Mickaël Bourgain Arnaud Tournant                            | Verenigd Koninkrijk Ross Edgar Chris Hoy Craig Maclean                             | Duitsland Robert Forstemann Maximillian Levy Stefan Nimke                     |
| 2006 | Bordeaux    | Frankrijk Grégory Baugé Mickaël Bourgain Arnaud Tournant                            | Verenigd Koninkrijk Chris Hoy Jason Queally Jamie Staff                            | Australië Ryan Bayley Shane Kelly Shane Perkins                               |
| 2005 | Los Angeles | Verenigd Koninkrijk Chris Hoy Jason Queally Jamie Staff                             | Nederland Theo Bos Teun Mulder Tim Veldt                                           | Duitsland Matthias John René Wolff Stefan Nimke                               |
| 2004 | Melbourne   | Frankrijk Mickaël Bourgain Laurent Gané Arnaud Tournant                             | Spanje José Antonio Escuredo Salvador Melia José Antonio Villanueva                | Verenigd Koninkrijk Craig McLean Chris Hoy Jamie Staff                        |
| 2003 | Stuttgart   | Duitsland Carsten Bergemann René Wolff Jens Fiedler                                 | Frankrijk Laurent Gané Mickaël Bourgain Arnaud Tournant                            | Verenigd Koninkrijk Craig McLean Chris Hoy Jamie Staff                        |
| 2002 | Kopenhagen  | Verenigd Koninkrijk Jamie Staff Chris Hoy Craig McLean                              | Australië Jobie Dajka Rya Bayley Sean Eadie                                        | Duitsland Jens Fiedler Sören Lausberg Carsten Bergemann                       |
| 2001 | Antwerpen   | Frankrijk Laurent Gané Florian Rousseau Arnaud Tournant                             | Australië Jobie Dajka Rya Bayley Sean Eadie                                        | Verenigd Koninkrijk Chris Hoy Craig McLean Jason Queally                      |
| 2000 | Manchester  | Frankrijk Laurent Gané Florian Rousseau Arnaud Tournant                             | Verenigd Koninkrijk Chris Hoy Craig McLean Jason Queally                           | Spanje José Antonio Villanueva José Antonio Escuredo Salvador Melia           |
| 1999 | Berlijn     | Frankrijk Laurent Gané Florian Rousseau Arnaud Tournant                             | Verenigd Koninkrijk Chris Hoy Craig McLean Jason Queally                           | Duitsland Sören Lausberg Stefan Nimke Eyk Pokorny                             |
| 1998 | Bordeaux    | Frankrijk Vincent Le Quellec Florian Rousseau Arnaud Tournant                       | Australië Day Danny Shane Kelly Graham Sharman                                     | Duitsland Sören Lausberg Stefan Nimke Eyk Pokorny                             |
| 1997 | Perth       | Frankrijk Vincent Le Quellec Florian Rousseau Arnaud Tournant                       | Duitsland Sören Lausberg Eyk Pokorny Jan Van Eijden                                | Australië Danny Day Shane Kelly Sean Eadie                                    |
| 1996 | Manchester  | Australië Darryn Hill Shane Kelly Gary Neiwand                                      | Duitsland Michaël Hübner Jens Fiedler Sören Lausberg                               | Frankrijk Laurent Gané Florian Rousseau Hervé Thuet                           |
| 1995 | Bogota      | Duitsland Jan van Eijden Michaël Hübner Jens Fiedler                                | Frankrijk Benoît Vetu Florian Rousseau Hervé Thuet                                 | Verenigde Staten Marty Nothstein Erin Hartwell William Clay                   |

### Vrouwen
| Jaar | Plaats     | Goud                                                            | Zilver                                                                             | Brons                                                                               |
| 2024 | Ballerup   | Verenigd Koninkrijk Sophie Capewell Emma Finucane Katy Marchant | Nederland Kimberly Kalee Hetty van de Wouw Steffie van der Peet Kyra Lamberink     | Australië Kimberley Clonan Alessia McGaig Molly McGill                              |
| 2023 | Glasgow    | Duitsland Pauline Grabosch Emma Hinze Lea Sophie Friedrich      | Verenigd Koninkrijk Lauren Bell Sophie Capewell Emma Finucane                      | China Guo Yufang Bao Shanju Yuan Liying                                             |
| 2022 | Parijs     | Duitsland Pauline Grabosch Emma Hinze Lea Sophie Friedrich      | China Bao Shanju Guo Yufang Yuan Liying                                            | Verenigd Koninkrijk Sophie Capewell Emma Finucane Lauren Bell                       |
| 2021 | Roubaix    | Duitsland Pauline Grabosch Emma Hinze Lea Sophie Friedrich      | Rusland Natalia Antonova Darja Sjmeleva Yana Tyshchenko Anastasia Vojnova          | Verenigd Koninkrijk Sophie Capewell Blaine Ridge-Davis Millicent Tanner Lauren Bate |
| 2020 | Berlijn    | Duitsland Pauline Grabosch Emma Hinze Lea Sophie Friedrich      | Australië Kaarle McCulloch Stephanie Morton                                        | China Chen Feifei Zhong Tianshi                                                     |
| 2019 | Pruszków   | Australië Kaarle McCulloch Stephanie Morton                     | Rusland Darja Sjmeleva Anastasia Vojnova                                           | Duitsland Miriam Welte Emma Hinze                                                   |
| 2018 | Apeldoorn  | Duitsland Miriam Welte Kristina Vogel Pauline Grabosch          | Nederland Kyra Lamberink Shanne Braspennincx Laurine van Riessen Hetty van de Wouw | Rusland Darja Sjmeleva Anastasia Vojnova                                            |
| 2017 | Hongkong   | Rusland Darja Sjmeleva Anastasia Vojnova                        | Australië Kaarle McCulloch Stephanie Morton                                        | Duitsland Miriam Welte Kristina Vogel                                               |
| 2016 | Londen     | Rusland Darja Sjmeleva Anastasia Vojnova                        | China Gong Jinjie Zhong Tianshi                                                    | Duitsland Miriam Welte Kristina Vogel                                               |
| 2015 | Parijs     | China Gong Jinjie Zhong Tianshi                                 | Rusland Darja Sjmeleva Anastasia Vojnova                                           | Australië Kaarle McCulloch Anna Meares                                              |
| 2014 | Cali       | Duitsland Kristina Vogel Miriam Welte                           | China Lin Junhong Zhong Tianshi                                                    | Verenigd Koninkrijk Rebecca James Jessica Varnish                                   |
| 2013 | Minsk      | Duitsland Kristina Vogel Miriam Welte                           | China Guo Shuang Gong Jinjie                                                       | Verenigd Koninkrijk Victoria Williamson Rebecca James                               |
| 2012 | Melbourne  | Duitsland Kristina Vogel Miriam Welte                           | Australië Kaarle McCulloch Anna Meares                                             | China Guo Shuang Jinjie Gong                                                        |
| 2011 | Apeldoorn  | Australië Kaarle McCulloch Anna Meares                          | Verenigd Koninkrijk Jessica Varnish Victoria Pendleton                             | China Guo Shuang Jinjie Gong                                                        |
| 2010 | Kopenhagen | Australië Kaarle McCulloch Anna Meares                          | China Jinjie Gong Lin Junhong                                                      | Verenigd Koninkrijk Gintare Gaivenyte Simona Krupeckaite                            |
| 2009 | Pruszków   | Australië Kaarle McCulloch Anna Meares                          | Verenigd Koninkrijk Victoria Pendleton Shanaze Reade                               | Litouwen Gintare Gaivenyte Simona Krupeckaite                                       |
| 2008 | Manchester | Verenigd Koninkrijk Victoria Pendleton Shanaze Reade            | China Jinjie Gong Lulu Zheng                                                       | Duitsland Dana Glöss Miriam Welte                                                   |
| 2007 | Palma      | Verenigd Koninkrijk Victoria Pendleton Shanaze Reade            | Nederland Yvonne Hijgenaar Willy Kanis                                             | Australië Kristine Bayley Anna Meares                                               |

- Renners van wie de namen schuingedrukt staan kwamen in actie tijdens minimaal één ronde maar niet tijdens de finale.

## Medaillespiegel

### Mannen
| Plaats | Land                | Goud | Zilver | Brons | Totaal |
| 1      | Frankrijk           | 11   | 6      | 6     | 23     |
| 2      | Nederland           | 6    | 4      | 1     | 11     |
| 3      | Duitsland           | 5    | 3      | 9     | 17     |
| 4      | Australië           | 3    | 5      | 4     | 12     |
| 5      | Nieuw-Zeeland       | 3    | 2      | 1     | 6      |
| 6      | Verenigd Koninkrijk | 2    | 9      | 5     | 16     |
| 7      | Spanje              | 0    | 1      | 1     | 2      |
| 8      | Verenigde Staten    | 0    | 0      | 1     | 1      |
| 8      | Rusland             | 0    | 0      | 1     | 1      |
| 8      | Japan               | 0    | 0      | 1     | 1      |
| Totaal | Totaal              | 30   | 30     | 30    | 90     |

### Vrouwen
| Plaats | Land                | Goud | Zilver | Brons | Totaal |
| 1      | Duitsland           | 8    | 0      | 4     | 12     |
| 2      | Australië           | 4    | 3      | 3     | 10     |
| 3      | Verenigd Koninkrijk | 3    | 3      | 4     | 10     |
| 4      | Rusland             | 2    | 3      | 1     | 6      |
| 5      | China               | 1    | 6      | 4     | 11     |
| 6      | Nederland           | 0    | 3      | 0     | 3      |
| 7      | Litouwen            | 0    | 0      | 2     | 2      |
| Totaal | Totaal              | 18   | 18     | 18    | 54     |

(Bijgewerkt t/m WK 2024)
Edities

1893 ·
1894 ·
1895 ·
1896 ·
1897 ·
1898 ·
1899 ·
1900 ·
1901 ·
1902 ·
1903 ·
1904 ·
1905 ·
1906 ·
1907 ·
1908 ·
1909 ·
1910 ·
1911 ·
1912 ·
1913 ·
1914 ·
1915 · 1916 · 1917 · 1918 · 1919 ·
1920 ·
1921 ·
1922 ·
1923 ·
1924 ·
1925 ·
1926 ·
1927 ·
1928 ·
1929 ·
1930 ·
1931 ·
1932 ·
1933 ·
1934 ·
1935 ·
1936 ·
1937 ·
1938 ·
1939 ·
1940 · 1941 · 1942 · 1943 · 1944 · 1945 ·
1946 ·
1947 ·
1948 ·
1949 ·
1950 ·
1951 ·
1952 ·
1953 ·
1954 ·
1955 ·
1956 ·
1957 ·
1958 ·
1959 ·
1960 ·
1961 ·
1962 ·
1963 ·
1964 ·
1965 ·
1966 ·
1967 ·
1968 ·
1969 ·
1970 ·
1971 ·
1972 ·
1973 ·
1974 ·
1975 ·
1976 ·
1977 ·
1978 ·
1979 ·
1980 ·
1981 ·
1982 ·
1983 ·
1984 ·
1985 ·
1986 ·
1987 ·
1988 ·
1989 ·
1990 ·
1991 ·
1992 ·
1993 ·
1994 ·
1995 ·
1996 ·
1997 ·
1998 ·
1999 ·
2000 ·
2001 ·
2002 ·
2003 ·
2004 ·
2005 ·
2006 ·
2007 ·
2008 ·
2009 ·
2010 ·
2011 ·
2012 · 
2013 · 
2014 · 
2015 · 
2016 · 
2017 · 
2018 · 
2019 · 
2020 · 
2021 · 
2022 · 
2023 ·
2024 ·
2025 ·

Onderdelen

Achtervolging (individueel) · 
afvalkoers · 
keirin · 
koppelkoers · 
omnium · 
ploegenachtervolging · 
puntenkoers · 
scratch · 
sprint · 
teamsprint ·  
tijdrijden

Voormalig:
stayeren ·
tandem